# Bomwali jezik
Bomwali jezik (ISO 639-3: bmw), nigersko-kongoanski jezik sjeverozapadne bantu skupine u zoni A, kojim govori oko 39 280 ljudi. Većina govornika živi u kongoanskoj regiji Sangha, 33 200 (2002), a ostalih 6 080 (2000) u Kamerunu, selo Malapa.
Zajedno s još 12 drugih jezika čini podskupinu makaa-njem (A.80)

## Vanjske poveznice
- Ethnologue (14th)
- Ethnologue (15th)